# Болховская операция
Болховская операция — наступательная операция в ходе Великой Отечественной войны, проводившаяся войсками Брянского фронта (командующий фронтом — Я. Т. Черевиченко) и силами левого крыла Западного фронта (командующий — генерал армии Г. К. Жуков) с 8 января по 20 апреля 1942. Наступление успеха не имело.

## Ход операции
Целью операции являлось окружение группировки вермахта в районе Болхова, а затем освобождение городов Орёл и Болхов. Болховская группировка немецких войск состояла из 112-й, 167-й пехотных дивизий и отдельных частей 56-й (один полк) и 208-й пехотных дивизий.

### Первый этап
10 января перешла в наступление 3-я армия генерал-лейтенанта П. И. Батова, нанося удар севернее Мценска на фронте Заводской Хутор — Бутырки, имея задачу во взаимодействии с 61-й армией «уничтожить болховскую группировку врага», а затем «разгромить орловскую группировку немцев и овладеть Орёл». Армия Батова, продолжая до 12 января наступление, успеха не достигла и отошла на прежние позиции.
Директивой Ставки Верховного Главнокомандования с 13 января в состав Западного фронта была включена 61-я армия, которая действовала на его левом крыле.
20 января 61-я армия начала наступление против болховской группировки противника. Наиболее активные бои происходили на правом фланге армии. 83-я и 91-я кавалерийские дивизии, объединенные в группу, наступали в южном направлении и к 30 января достигли района Узкое. 350-я стрелковая дивизия, преодолевая упорное сопротивление противника, подошла к Васильевскому. 387-я стрелковая дивизия утром 30 января завязала ожесточенный бой за Вязовую, Малую Чернь. 346-я стрелковая дивизия после 20 января активизировала свою деятельность и в ночь на 30 января дралась за Середичи, Сиголаево. 342-я стрелковая дивизия к исходу дня 30 и утром 31 января вела огневой бой на прежнем рубеже. 356-я стрелковая дивизия после провала попыток наступать на Хмелевую оборонялась на занимаемых позициях. За 10 дней наступления 61-я армия успеха не достигла.
Части 13-й армии, действовавшей на вспомогательном направлении, пытаясь прорвать фронт на участке Залегощь — Новосиль (с центром — Вяжи СС), с 10 по 31 января потеряли 4029 чел., или 25 % от первоначального состава (на 10 января — 15 789 человек): убито и п. б/в — 1514, ранено — 2515 человек. Наибольший урон в людях понесла 6-я сд — 1424 чел., в том числе п. б/в — 554 бойца.
Таким образом, январские попытки ни к чему не привели, кроме как к истощению частей. Потери 3-й и 61-й армий, действовавших на главных направлениях, и 13-й армии — на вспомогательном, за январь 1942 года составили 13 735 чел., из которых убитыми — 5186, ранеными — 8549 воинов.

### Второй этап
Невзирая на потери и неуспешное январское наступление, Кремль посылает одну за другой директивы с требованием — взять Орёл! В штабах наспех отрабатывались планы с приказами: наступать, наступать и наступать! Брянский фронт поставил перед войсками 3-й армии задачу: на рубеже Бабинково — Миново 2-е «прорвать оборону противника и уничтожить болховскую группировку противника». В боевых действиях с 5 по 11 февраля 1942 года приняли участие шесть дивизий и одна танковая бригада. Приданная 137-й сд 150-я тбр в начале боя понесла серьезные потери. Еще несколько дней 137-я дивизия предпринимала атаки в направлении Кузнецово-1-е, Кривцово, Бабинково 1-е, но безуспешно. Не имели успеха и соседи. Не продвинувшись ни на километр, 3-я армия за неделю боев потеряла 6526 чел., из которых почти половину безвозвратно — 3066 бойцов. Только одна 137-я сд потеряла 2371 чел., в том числе безвозвратно — 1460. Ежедневные потери убитыми составили 300 бойцов.

### Третий этап
3-я армия генерал-майора Ф. Ф. Жмаченко 13 февраля 1942 года в соответствии с приказом «О наступлении в направлении Кривцово» должна была «наносить главный удар с рубежа Бутырки — (иск.) Городище в направлении Корнилово, Покровское, Наседкино <…> и во взаимодействии с ударной группой 61 Армии — уничтожить болховскую группировку противника». В боях на этом участке фронта были задействованы пять стрелковых дивизий, две танковые бригады и несколько лыжных батальонов, насчитывающие в начале февраля около 40 тыс. человек, 359 пулеметов, 336 орудий, 946 минометов и 92 танка.
16 февраля части 3-й армии перешли в наступление всё на том же участке фронта Бутырки — Хутор Городище, но за пять дней не добилась успеха. Потери соединений 3-й армии, наступавших на Кривцовском направлении, с 11 по 20 февраля составили 10 839 человек, из которых каждый третий боец (3841) был убит или пропал без вести. 

### Четвёртый этап
Ставка ВГК, придавая огромное значение Орловско-Брянскому промышленно-хозяйственному району, требовала продолжения наступления: «...к 5 марта разгромить болховско-жиздринско-брянскую группировку противника, занять Брянск и закрепиться по р. Десна». Согласно директиве Ставки командующий войсками Западного фронта генерал армии Г.К. Жуков издал приказ № 002 от 21.02.1942 г. «О подготовке наступательной операции с целью разгрома брянской группировки противника». Предполагалось из-под основания Болховской дуги встречным ударом 149-й сд из района Вейно в направлении Болхова и 356-й сд из района Болвановка в том же направлении срезать болховский выступ и замкнуть в котел сильнейшую группировку немцев. 
К этому времени в болховском выступе располагались следующие соединения и части противника: 25-й мп 25-й мд, 112-я, 296-я пд, 5-й пулеметный батальон, 56-я, 339-я пд, полк «Великая Германия», 20-й мп 10-й мд и 134-я пд. Итого — пять дивизий, два моторизованных, один танковый полк и один пульбатальон на 80 км фронта. Столь значительную концентрацию войск германское командование в это время имело только на Ржевско-Вяземском плацдарме.
В соответствии с приказом части 149-й сд утром 28 февраля перешли в наступление за овладение Веснины и Любовка и к исходу дня 3 марта батальоны овладели только северной частью Веснины. Позиционные бои частей 149-й дивизии за овладение Веснины затянулись и постепенно угасли к 10 марта 1942 года.
9 марта Ставка ВГК снова направила в войска Западного и Брянского фронтов директиву № 153363, в которой ставилась задача: «3 А Брянского фронта с утра 10.03.42 переходит в наступление в общем направлении Кривцово, Милятино, Кобылино, имея целью во взаимодействии с 61 А окружить и уничтожить болховскую группировку противника».
Со своей стороны командующий Брянским фронтом генерал Черевиченко отдал приказ 3-й армии наступать днем, а чаще ночью на Кривцовском направлении. Последним днем сражения на генеральном Кривцовском направлении можно считать 17 марта 1942 года.
За три зимних месяца боевых действий за Кривцовские высоты потери 3-й армии составили 47 441 чел.: из них 15 970 убитыми и п. б/в , 31 471 ранеными.

### Пятый этап
2 апреля 1942 года командующим Брянским фронтом был назначен генерал-лейтенант Ф. И. Голиков. Ознакомившись с обстановкой, 12 апреля он послал начальнику Генштаба свои соображения «О временном прекращении наступления 61-й армии», где сообщал, что «61-я армия, не имея достаточных сил, успеха в наступлении 8-11 апреля не добилась. Раскисшие дороги исключают возможность маневра частей и подвоза боеприпасов. Авиация лишена возможности работать — аэродромы раскисли». Поэтому он посчитал «целесообразным временно приостановить наступательные действия 61-й армии». Частям генерала М. М. Попова предписывалось: «закрепиться на рубеже переднего края обороны…». Операция закончилась.

## Результаты
Успехом операция не увенчалась: в этом районе немецкие войска имели глубоко эшелонированную оборону и советские войска не смогли с ходу прорвать её.. Небольшие тактические успехи: взятие Фетищево, высоты 196,1, не имели значения, если иметь в виду конечный, стратегический результат: прорыв фронта на всю глубину и взятие Болхова, Мценска, а затем Орла.
В ходе операции Красной армии удалось продвинуться с большими потерями только на 10-15 км. Кроме того, 31 марта советские части оставили те высоты и селения, расположенные на западном берегу Оки, взятые ценой больших потерь, и вернулись на восточный берег, на тот рубеж, откуда повели свое наступление.
Американский историк Дэвид Гланц проводит аналогию с другими наступательными операциями РККА в зимне-весенний период 1941-42 годов, также закончившимися неудачно при значительных потерях.
Причиной неудач советских наступлений, по мнению Гланца, стала общая недооценка Ставкой ВГК сил вермахта и переоценка возможностей Красной Армии, а также распыление сил РККА на множество направлений.

### Комментарии
1. ↑  В ноябре 2015 Дэвид Гланц был награждён медалью Министерства обороны России «За укрепление боевого содружества» за объективное освещение роли Красной Армии во Второй мировой войне[5].
2. ↑  Сталинская доктрина «Наступления по всему фронту» применялась и в дальнейшем в ходе войны, что зачастую приводило к неоправданным потерям при ограниченных результатах[7].

### Сноски
1. 1 2  Кривошеев, 2001.
2. 1 2 3 4 5 6 7 8 9 10  Щекотихин Е. Е. Орловская военная действительность: масштабы и значимость.
3. 1 2 3 4 5  Щекотихин Е. Е. Трагедия рязанской дивизии у села Веснины
4. ↑  Смыслов О. С. Забытый полководец. Генерал армии Попов. — М.: Вече, 2015. — С. 191—194. — 512 с. — (Военные тайны XX века). — ISBN 978-5-4444-2996-9.
5. ↑  Американского военного историка наградили медалью Минобороны России Архивная копия от 26 октября 2020 на Wayback Machine // Лента.ру, 15.02.2016
6. ↑  Glantz, 2001, pp. 26—30.
7. ↑  Glantz, 2001, p. 27.